# Poliçan
Poliçan (en albanais : Poliçani) est une municipalité du centre-sud d'Albanie appartenant au district de Skrapar dans la préfecture de Berat. Depuis 2015, la municipalité regroupe les anciennes communes de Poliçan, Tërpan and Vërtop. Sa population était de 10 953 habitants au recensement de 2011.

## Étymologie
Le nom de la ville a été forgé par l'adjonction du mot grec poli (beaucoup) et du mot chinois çan (colline) en référence à l'environnement montagneux de la ville. Le mot chinois rappelle l'importante aide que la Chine communiste fournissait à l'époque à l'Albanie.

## Localisation
Poliçan est située au centre-sud de l'Albanie, à environ 16 kilomètres au nord-est de Çorovodë, la capitale du district de Skrapar, à quelque 16 kilomètres au sud-ouest de Berat, la capitale de préfecture et à 82 kilomètres au sud de Tirana, la capitale du pays.

## Histoire
Poliçan est une ville nouvelle, créée au début des années 1960 sous l'impulsion de Enver Hoxha, premier secrétaire du Parti du travail d'Albanie.

## Géographie
La ville, entourée de plusieurs collines, est subdivisée en plusieurs quartiers dont Plirez, Pronovik, Kalluc, Poligon, Lavdar et Poliçan (centre-ville). Elle est traversée par la rivière Osum et culmine à environ 500 mètres au-dessus du niveau de la mer.

## Industrie
L'industrie de Poliçan est dominée par l'industrie de l'armement. Elle tient principalement par la présence d'une entreprise d'état, MK Poliçan (ou MC Poliçan), fondée en 1962 afin de répondre aux besoins de l'armée albanaise. Cet aspect sensible faisait de la région une zone top secrète. Cette usine d'armement produit au fil du temps des munitions de 7.62 mm pour Kalashnikov, grenades, mines antichar et antipersonnel, obus de mortier. En 2002, les installations sont transformées en usines de démilitarisation de munitions.
Une petite brasserie est implantée dans une partie de l'ancienne usine d'armement.

## Agriculture
Dans les zones rurales de la ville, les principales cultures sont le blé et le maïs, alors que dans les collines avoisinantes sont produits des fruits tels qu'olives, arachides, châtaignes, noix, figues et cerises. Les vignes produisent du raisin qui est distillé pour en faire du brandy.